# Pegomya hernandezi
Pegomya hernandezi är en tvåvingeart som beskrevs av Synder 1957. Pegomya hernandezi ingår i släktet Pegomya och familjen blomsterflugor. Inga underarter finns listade i Catalogue of Life.